# Týn (Luka)
Týn je malá vesnice a část obce Luka v okrese Česká Lípa. Nachází se asi dva kilometry jihozápadně od Luk. Týn leží v katastrálním území Luka o výměře 4,56 km². Vesnice se nachází v chráněné krajinné oblasti Kokořínsko – Máchův kraj, jejíž hranici zde tvoří silnice z Luk do Ždírce.

## Historie
První písemná zmínka o vesnici pochází z roku 1414.

## Obyvatelstvo
Při sčítání lidu v roce 1921 ve vsi žilo 52 obyvatel (z toho 27 mužů), z nichž bylo devět Čechoslováků, 42 Němců a jeden cizinec. Kromě dvou evangelíků se hlásili k římskokatolické církvi. Podle sčítání lidu z roku 1930 měla vesnice 82 obyvatel: jedenáct Čechoslováků a 71 Němců. Až na jednoho evangelíka byli římskými katolíky.

## Pamětihodnosti
- Dvorec  – hospodářský dvůr čp. 1, areál se středověkým jádrem[8]